# 88 г. пр.н.е.
88 (осемдесет и осма) година преди новата ера (пр.н.е.) е година от доюлианския (Помпилийски) римски календар.

## Събития

### В Римската република
- Консули са Луций Корнелий Сула и Квинт Помпей Руф.
- Съюзническата война приключва.
- Първата Митридатова война:

#### Вримска Азия
- След насърчаване от Митридат VI, населението на множество градове в римска Азия се надига на въстание и избива десетки хиляди от живеещите там римски и италийски граждани. Митридат продължава завземането на провинцията.[1][2]
- Митридат претърпява сериозно поражение, след като не успява да превземе Родос.[3]

#### Вримска Гърция
- Настроеният приятелски към Митридат – Аристион успява да се добере до властта в Атина. Понтийският генерал Архелай превзема Делос и изпраща под охрана свещените съкровища, съхранявани там, в Атина, за да повдигне авторитета на новото управление на Аристион.[3]
- Брутий Сура използва малките си римски сили за различни нападения срещу понтийците на Архелай и Аристион и поне временно попречва на напредването им към вътрешността на Гърция като така печели време за римляните.[3]

#### ВИталия
- Спорове за даденото на Сула командване на войната срещу Митридат, подклаждани от амбициите на Гай Марий, довеждат до избухването на гражданска война в републиката.[2]
- Прогонения от Рим Сула събира армия и повежда шест легиона в безпрецедентен поход срещу града. След като влиза в него по улиците се водят множество боеве с опонентите му, но Сула надделява, а Гай Марий е принуден да търси спасение в Африка.[2]

### В Сирия
- Деметрий III Еукер настъпва срещу Филип I Филаделф и е победен от него след намесата на партите и арабите. Деметрий III е пленен от партския цар.
- След смъртта на цар Митридат II в Партия избухват междуособици. Арменският цар Тигран II използва тази възможност, за да нахлуе в партска Месопотамия и Асирия.

## Починали
- Публий Сулпиций Руф, римски политик и оратор (роден 121 г. пр.н.е.)
- Митридат II, цар на Партия
- Марк Емилий Скавър, римски политик и оратор (роден 163 г. пр.н.е.)
- Квинт Помпей Руф, консул през тази година
- Маний Аквилий, римски политик
- Птолемей X, владетел от династията на Птолемеите
- Деметрий III Еукер, владетел от династията на Селевкидите